# لالی اسپوزیتو
ماریانا لالی اسپوزیتو (انگلیسی: Lali Espósito؛ زادهٔ ۱۰ اکتبر ۱۹۹۱) یا لالی، خواننده، ترانه‎سرا، مدل و بازیگر اهل آرژانتین است. وی کارش را از بازی در یک برنامه تلویزیونی کودک در سال ۲۰۰۳ میلادی آغاز کرد و پس از آن در چند سریال نیز در نقش‎های مکمل ظاهر شد.
اسپوزیتو در سال‎های ۲۰۰۷ تا ۲۰۱۲ عضو یک گروه موسیقی تین پاپ به نام فرشته‎های نوجوان بود.
اولین آلبوم استودیویی او با نام «رقصیدن» در ۲۱ مارس ۲۰۱۴ منتشر شد.